# Tabell över kinesiska bolagsförvärv i Sverige mellan 2002 och november 2019
Detta är en tabell över kinesiska bolagsförvärv i Sverige mellan 2002 och november 2019 framtagen av Totalförsvarets forskningsinstitut (FOI). Tabellen är komplett i det avseende att alla av FOI identifierade bolagsförvärv finns med, det kan dock ha inträffat uppköp som inte uppmärksammats av FOI. Sådana uppköp hör inte hemma i denna tabell.
De flesta förvärven har genomförts sedan 2014 och är framförallt inom branscherna industriella produkter, bioteknologi, IKT, elektronik samt fordonsindustri. Cirka hälften av bolagen har en verksamhet som stämmer överens med de teknikområden som ingår i den statliga industriplanen Made in China 2025.
| Företag                                  | Bransch                             | Andel (2019)              | Förvärvande bolag                            |
| ---------------------------------------- | ----------------------------------- | ------------------------- | -------------------------------------------- |
| AB Volvo                                 | Fordonsindustri                     | 15,6 %                    | Zhejiang Geely                               |
| Acne Studios                             | Konsumentprodukter och service      | 30,1 % + 10,9 %[7]        | IDG Capital och I.T Group[7]                 |
| Amanzitel                                | IKT                                 | -                         | DingLi Communications Corp                   |
| Anima                                    | Elektronik                          | Konkurs 2019              | Goertek                                      |
| Ascatron                                 | Elektronik                          | -                         | InteBridge Technology                        |
| ATrain                                   | Transport och infrastruktur         | 37,5 %                    | SAFE                                         |
| Bassoe Technology                        | Industriella produkter och maskiner | 90 %                      | China International Marine Containers        |
| Bengtsfors Utvecklings AB                | Finans och företagsservice          | 100 %                     | Privatperson                                 |
| Breas Medical                            | Hälsa och bioteknologi              | 80 %                      | Shanghai Fosun Pharmaceutical                |
| Bröderna Hanssons i Göteborg Export      | Jordbruk och livsmedel              | 100 %                     | Hui Tai Investment Group                     |
| Camanio Care                             | Hälsa och bioteknologi              | -                         | Zhongrui Funing Robotics                     |
| Celemi International                     | Konsumentprodukter och service      | 100 %                     | JKMa Holding                                 |
| CentriClean Systems                      | Industriella produkter och maskiner | 40 %                      | Multi-weal Ecotec                            |
| Century Europe                           | Elektronik                          | 100 %                     | Century (Hangzhou)                           |
| Chematur Engineering                     | Industriella produkter och maskiner | 100%                      | Jilin Connell Chemical Industry              |
| ExScale Biospecimen Solutions            | Hälsa och bioteknologi              | 34 %                      | Edge Medical Technology                      |
| Fastighets AB Bunge Kronhagen            | Fastighetsbolag                     | Likviderat 2018           | Privatperson                                 |
| Fatshark                                 | IKT                                 | 36 %                      | Tencent                                      |
| Fiskexporten Varberg                     | Jordbruk och livsmedel              | 100 %                     | Hui Tai Investment Group                     |
| Geosolution i Göteborg                   | IKT                                 | 100 %                     | Hi-Target Surveying Instrument               |
| Hammargren Pyroteknik                    | Konsumentprodukter och service      | 100 %                     | Brothers Pyrotechnics                        |
| Hanssons fyrverkeri                      | Konsumentprodukter och service      | 100 %                     | Panda Fireworks                              |
| Herrgårdshotell Dalsland                 | Hotell och restaurangverksamhet     | 75-100 %                  | Privatperson                                 |
| Hotell Dalia                             | Hotell och restaurangverksamhet     | 89 %                      | Privatperson                                 |
| IBIAT (Dragon Gate)                      | Hotell och restaurangverksamhet     | -                         | Privatperson                                 |
| IMEGO                                    | Elektronik                          | 100 %                     | Uppgift saknas                               |
| JC Sverige                               | Konsumentprodukter och service      | Konkurs 2019              | Denim Island                                 |
| Josab Water Solutions                    | Industriella produkter och maskiner | 44 %                      | Heilongjiang Interchina Water Treatment Co   |
| Karolinska Development                   | Hälsa och bioteknologi              | 10 %                      | Sino Biopharma                               |
| Leax Arkivator Telecom                   | IKT                                 | 80 %                      | HF Overseas                                  |
| Markbygden Ett                           | Energi                              | 75 %                      | China General Nuclear                        |
| Medirox                                  | Hälsa och bioteknologi              | 100 %                     | Ahead Global                                 |
| Neodynamics                              | Hälsa och bioteknologi              | 32 %                      | Boai NKY Medical Holdings                    |
| NEVS                                     | Fordonsindustri                     | 51 % (100 % juli 2020)[8] | Evergrande Group                             |
| Nordic Biomarker                         | Hälsa och bioteknologi              | 100 %                     | Ahead Global                                 |
| Nordic Cinema Group                      | Underhållning                       | 75 %                      | Dalian Wanda Group                           |
| Nordic Paper Holding                     | Trä- och pappersindustri            | 100 %                     | Taison Group                                 |
| Norstel                                  | Elektronik                          | 100 %                     | An Xin Capital                               |
| Oatly                                    | Jordbruk och livsmedel              | 30 %                      | China Resources Verlinvest Health Investment |
| Opcon Compressor Technology              | Industriella produkter och maskiner | 100 %                     | Fujian Snowman                               |
| Paradox Interactive                      | IKT                                 | 5 %                       | Tencent Holdings                             |
| Plantamed                                | Hälsa och bioteknologi              | 70 %                      | Zhejiang BioAsia Pharmaceutical Company      |
| Polestar Performance                     | Fordonsindustri                     | 100 %                     | Zhejiang Geely Holding Group                 |
| Preh Sweden (f d ePower El )             | Fordonsindustri                     | 100 %                     | Ningbo Joyson Electronics                    |
| Purac                                    | Industriella produkter och maskiner | 92 %                      | SDIC & Beijing Drainage Investment Fund      |
| Radisson Hospitality                     | Hotell och restaurangverksamhet     | 100 %                     | HNA Tourism Group                            |
| Rechon Life Science                      | Hälsa och bioteknologi              | 100 %                     | Shanghai Dongbao Biopharmaceutical           |
| Rillco                                   | Industriella produkter och maskiner | 100 %                     | Qingdao Scaffolding                          |
| Sentoclone International                 | Hälsa och bioteknologi              | 100 %                     | Jiangsu Sinorda Biomedicine                  |
| Setrab                                   | Industriella produkter och maskiner | 100 %                     | Zhejiang Yinlun Machinery                    |
| Sharkmob                                 | IKT                                 | 100 %                     | Tencent                                      |
| Silex Microsystems                       | Elektronik                          | 100 %                     | Nav Technology                               |
| Solibro Research                         | Industriella produkter och maskiner | Konkurs 2019              | Hanergy Thin Film Power Group                |
| Spotify                                  | IKT                                 | 9,2 %                     | Tencent Music Entertainment                  |
| Stjernberg Automation                    | Industriella produkter och maskiner | 66,6 %                    | Tus-Holdings                                 |
| Strand 2 i Vaxholm Fastighets Aktiebolag | Fastighetsbolag                     | 100 %                     | Privatperson                                 |
| Strandhotellet i Kevinge                 | Hotell och restaurangverksamhet     | 100 %                     | Lizi Development Group LDG                   |
| T Engineering                            | Fordonsindustri                     | Konkurs 2011              | Dongfeng Motor Corp                          |
| Tain                                     | IKT                                 | 100 %                     | Betting Promotion Holdings                   |
| Talpidae 9                               | Fastighetsbolag                     | 100 %                     | Privatperson                                 |
| Tepidus                                  | Fastighetsbolag                     | 100 %                     | Privatperson                                 |
| Weigl Transmission Plant                 | Fordonsindustri                     | 100 %                     | Beijing Automotive Industry Holding Co       |
| Victor Hasselblad                        | Elektronik                          | >51 %                     | DJI Technology                               |
| Volvo Cars                               | Fordonsindustri                     | 100 %                     | Zhejiang Geely Holding Group                 |
| Ymrod Fastigheter                        | Fastighetsbolag                     | 100 %                     | Privatperson                                 |